# Revuelta de al-Aqsa (1990)
La revuelta de al-Aqsa o masacre de al-Aqsa, también conocida como el Lunes Negro, tuvo lugar en la Explanada de las Mezquitas de Jerusalén a las 10:30 del lunes 8 de octubre de 1990, justo antes de las plegarias del dhuhr, durante el tercer año de la Primera Intifada y en el tercer mes de la Guerra del Golfo. El detonante de las protestas fue la decisión del Movimiento de los Fieles del Monte del Templo y la Tierra de Israel, un movimiento judío ortodoxo cuyo objetivo declarado es la construcción de un Tercer Templo sobre la Explanada de las Mezquitas, de colocar la piedra angular de una futura construcción en este lugar sagrado. Así estalló una revuelta contra la presencia de fieles judíos en la Explanada de las Mezquitas que se saldó con 21 palestinos muertos y más de 140 heridos, incluidos civiles y fieles. La actuación de las fuerzas de seguridad de Israel fue condenada por las resoluciones 672 y 673 del Consejo de Seguridad de las Naciones Unidas.

## Contexto
Las tensiones que rodean al Monte del Templo comenzaron mucho antes que el conflicto palestino-israelí. Este lugar sagrado tiene una gran importancia religiosa tanto para el judaísmo como para el islam. Para el judaísmo, el Monte del Templo es el lugar en el que se encontraban el primer y el segundo templo; tanto del primero, construido por el rey Salomón, como del segundo, construido por los judíos a su vuelta del exilio babilónico, hay amplias referencias en el Antiguo Testamento. En cuanto al islam, aunque ni Jerusalén ni el Noble Santuario (como es conocido el Monte del Templo para los musulmanes) aparecen directamente citados en el Corán, la tradición los relaciona con el enigmático "al-Quds", mencionado como el lugar donde Mahoma se detuvo en su vuelo nocturno desde La Meca, y desde el cual ascendió a los cielos a lomos del buraq. Numerosos hádices y tafsires resaltan la importancia de Jerusalén para la fe musulmana. 
Tras la rebelión judía contra el dominio romano en el año 66 d. C., las legiones romanas de Tito entraron en Jerusalén y destruyeron el Segundo Templo en el año 70 d. C., prohibiendo en adelante la entrada de judíos a la ciudad. Durante casi dos mil años, los judíos han ansiado regresar al Monte de Templo, aunque los antiguos templos que le dieron nombre ya no existían. A día de hoy, el Monte de Templo es el lugar más sagrado del judaísmo, y en todo el mundo los judíos rezan hacia este lugar. Tras la conquista musulmana de Jerusalén se construyó la Mezquita de al-Aqsa en el Monte del Templo. Con la construcción de la Cúpula de la Roca y otros edificios religiosos musulmanes, el lugar pasó a conocerse como la Explanada de las Mezquitas o el Noble Santuario (Haram esh-Sharif), considerado el tercer lugar más sagrado del islam después de La Meca y Medina. Aquí se encontraba la primera alquibla, hacia la que oraban los musulmanes antes de dirigir sus plegarias a La Meca, y desde aquí dice la tradición que Mahoma realizó su ascensión a los cielos.
La guerra árabe-israelí de 1948 estalló poco después de la aprobación de la resolución 181 II de la Asamblea General de las Naciones Unidas, que establecía la partición del antiguo Mandato británico de Palestina en dos Estados, uno judío y otro árabe, y el establecimiento del área de Jerusalén y Belén como un corpus separatum gestionado por la comunidad internacional. A la conclusión de esta guerra, tras los acuerdos de armisticio de 1949, la Explanada de las Mezquitas quedó, junto con el resto de Jerusalén Este y Cisjordania, bajo un régimen de ocupación militar jordana. Durante los 19 años que duró esta ocupación, las autoridades jordanas prohibieron a todo judío el acceso al Monte del Templo en general y al Muro de las Lamentaciones en concreto. En 1967, Israel derrotó a sus vecinos árabes en la Guerra de los Seis Días, tras lo que ocupó militarmente Jerusalén Este, Cisjordania, la Franja de Gaza, los Altos del Golán y la península del Sinaí. Salvo esta última, que fue devuelta a Egipto tras los Acuerdos de Paz de Camp David de 1978, el resto permanecen a día de hoy bajo un régimen de ocupación militar israelí. Desde que tomara el control de la Explanada de las Mezquitas, Israel ha dejado en manos de un waqf la administración de los lugares santos. Según las cláusulas de este acuerdo, debería haber libertad de acceso y culto en el Monte del Templo, aunque en la Explanada de las Mezquitas está prohibida toda oración que no sea musulmana, mientras que en el Muro de las Lamentaciones tan solo se permite la oración a la comunidad judía ortodoxa.
La revuelta de al-Aqsa tuvo lugar en el tercer año de la Primera Intifada, una revuelta popular palestina contra la ocupación israelí de sus tierras que estalló el 9 de diciembre de 1987. Las numerosas muertes ocasionadas por la respuesta policial a los disturbios supusieron el día más sangriento desde el comienzo de la intifada y el día más sangriento de Jerusalén desde 1967.
En el caso de la revuelta de al-Aqsa, ya se habían registrado tensiones entre los fieles palestinos y un grupo extremista religioso judío conocido como el Movimiento de los Fieles del Monte del Templo y la Tierra de Israel, que pretendían reconstruir el Templo en el lugar donde ahora mismo se encuentra la Mezquita de al-Aqsa. Según The New York Times, Haaretz y una serie de grupos de derechos humanos palestinos, el Tribunal Supremo de Israel había prohibido que el grupo marchase sobre el Monte del Templo debido a que ya había intentado, hasta en cinco ocasiones, acceder a la Mezquita de al-Aqsa con "propósito destructivo".
Según Anthony Lewis, columnista de The New York Times, el Movimiento de los Fieles del Monte del Templo y la Tierra de Israel había planeado una manifestación frente a la mezquita un año antes y el alcalde Teddy Kollek había avisado de que una "catástrofe" sucedería si esta manifestación tenía lugar.

Según un documento oficial israelí titulado "Informe de la Comisión de Investigación sobre los Sucesos del Monte del Templo el 8 de octubre de 1990":

Los miembros del waqf supieron que el Tribunal Supremo había denegado la petición del Movimiento de los Fieles del Monte del Templo y la Tierra de Israel para colocar la piedra angular del Tercer Templo y no respondieron a las peticiones de los agentes de la Policía de Israel, que les pedían en la mañana del incidente que calmaran a la multitud. Esto sucedió incluso después de que la policía informase al waqf de que también iban a impedir que los miembros del Movimiento de los Fieles del Templo y cualquier otra persona accediese de visita a la zona, aunque estas visitas están permitidas por ley.

## La revuelta
Según Anthony Lewis:
Los palestinos que se encontraban en el Monte del Templo comenzaron a lanzar piedras sobre los judíos que estaban rezando más abajo, en el Muro de las Lamentaciones, durante una festividad religiosa. Las únicas fuerzas de seguridad presentes, 40 hombres de la fuerza paramilitar que es la Policía de Fronteras de Israel, usaron munición real contra los palestinos. Mataron al menos a 21. No hubo muertos israelíes. El Gobierno israelí declaró que los palestinos habían traído las piedras consigo y que habían escenificado el incidente como una provocación política. El Monte de Templo es una explanada adoquinada que normalmente tiene pocas piedras, si es que las tiene. Pero en aquel momento se estaban realizando tareas de construcción que proporcionaron materiales arrojadizos. Zeev Schiff, el respetado corresponsal de defensa del diario Haaretz, escribió que los palestinos habían empezado a lanzar piedras sólo después de que las mezquitas del vecino barrio de Silwan anunciasen a través de sus altavoces que los extremistas judíos habían llegado ya hasta allí. Estos extremistas eran del Movimiento de los Fieles del Monte del Templo y la Tierra de Israel, que pretendían reconstruir el Templo de Salomón en el lugar en el que ahora se encuentra la Mezquita de al-Aqsa.

Según Ian Black: 
El incidente comenzó cuando algunos palestinos arrojaron piedras sobre las cabezas de los fieles judíos en el Muro de las Lamentaciones adyacente; los palestinos afirmaron que se defendían de una ceremonia planeada por un grupo extremista judío, los Fieles del Monte del Templo "un grupo minúsculo de judíos fanáticos con afán de notoriedad" a quienes se les había denegado el permiso para colocar la piedra angular de un nuevo Templo judío en el lugar, pero a quienes se les vio llegando al cercano Silwan, justo a las afueras de la Ciudad Vieja. La mayoría de las víctimas murieron por disparos con munición real de los policías de fronteras que entraron en pánico cuando se dieron cuenta de que los sobrepasaban en número. Se detuvo a Faisal Husseini y se impusieron toques de queda en aldeas y campos de refugiados por todos los territorios ocupados".
 

Según Avi Shlaim: 
 

El Monte del Templo es una pequeña meseta situada tras el muro occidental de la Ciudad Vieja, sagrada para los musulmanes y para los judíos. Mientras que los judíos llaman a esta área Har Habayit (Monte del Templo), los musulmanes la denominan al-Haram al-Sharif (Venerable Santuario), ya que es la sede de la Cúpula de la Roca y la Mezquita de al-Aqsa. Un grupo de judíos extremistas que se autodenominaban "los partidarios del Monte del Templo" entraron en esa área, rezaron públicamente y afirmaron el control judío. Fieles musulmanes reaccionaron a la provocación tirando piedras. Las fuerzas de seguridad israelíes usaron munición real para aplacar una protesta musulmana que se convirtió en una revuelta, y mataron a veintiún manifestantes e hirieron a más de cien.
 

Según el "Informe de la Comisión de Investigación sobre los Sucesos del Monte del Templo el 8 de octubre de 1990":

El incidente en sí mismo comenzó cuando, de repente, los altavoces emitieron proclamas violentas y amenazantes como "Allahu Akbar" (Dios es Grande), "Ahad" (Guerra Santa), "Itbah Al-Yahud" (Matad a los Judíos). Inmediatamente después, se lanzaron grandes cantidades de piedras, material de construcción y objetos de metal sobre los policías israelíes presentes en el lugar. Muchos en esta masa amotinada y exaltada lanzaron piedras y objetos de metal a muy corta distancia, y algunos incluso llevaban cuchillos. Las acciones de los alborotadores, y desde luego las de sus incitadores, constituían un riesgo para las vidas de los policías, las de los miles de fieles en el Muro de las Lamentaciones y las suyas mismas. Fue un serio crimen cometido por masas enardecidas por predicadores a través de los altavoces, y esto es lo que desencadenó la trágica cadena de acontecimientos. (...) Diecinueve policías y nueve fieles resultaron heridos. Según las estadísticas de la policía, 20 personas murieron y 52 resultaron heridas en el Monte de Templo.

El Consejo de Seguridad de las Naciones Unidas constató la muerte de 20 palestinos y las heridas de otros 150. Diversas fuentes calculan el número de palestinos asesinados entre diecisiete y veintitrés.

## Reacción internacional
El 10 de octubre de 1990, los Estados Unidos propusieron una resolución (apoyada por el Secretario General de las Naciones Unidas, Javier Pérez de Cuéllar) para investigar los sucesos de Al-Aqsa e informar luego al propio Consejo de Seguridad. La resolución 672 del Consejo de Seguridad de las Naciones Unidas, aprobada por unanimidad el 12 de octubre de 1990, decía que, ante los sucesos, el Consejo de Seguridad:
"Expresa su alarma ante la violencia ocurrida el 8 de octubre en Al-Haram Al-Sharif y en otros lugares santos de Jerusalén, que causó la muerte de más de veinte palestinos y heridas a más de ciento cincuenta personas, incluidos civiles palestinos y devotos inocentes", "Condena en particular los actos de violencia cometidos por las fuerzas de seguridad de Israel, que han dado por resultado lesiones y pérdidas de vidas humanas", "Exhorta a Israel, la Potencia ocupante, a que dé cumplimiento escrupuloso a las obligaciones y responsabilidades que le incumben en virtud del Convenio de Ginebra relativo a la protección de personas civiles en tiempo de guerra, de 12 de agosto de 1949, que es aplicable a todos los territorios ocupados por Israel desde 1967" y "Pide, en relación con la decisión del Secretario General de enviar una misión a la región, la cual el Consejo acoge favorablemente, que le presente un informe antes de fines de octubre de 1990 con sus observaciones y conclusiones y que utilice en el cumplimiento de la misión todos los recursos de las Naciones Unidas en la región, según corresponda." 
Israel rechazó la resolución, declarando que no prestaba atención a los ataques con piedras sobre los fieles judíos en el Muro de las Lamentaciones, e impidió la entrada de la misión investigadora de la ONU. En respuesta, el Consejo de Seguridad de la ONU aprobó por unanimidad la resolución 673 del 24 de octubre de 1990, que condenaba el rechazo israelí a la misión de la ONU:
"Deplora que el Gobierno de Israel se haya negado a recibir a la misión del Secretario General a la región", e "Insta el Gobierno de Israel a reconsiderar su decisión e insiste en que dé pleno cumplimiento a la resolución 672 (1990) y permita que la misión se lleve a cabo de conformidad con su objetivo". 
El Secretario General Javier Pérez de Cuéllar decidió posteriormente publicar su informe sin enviar la misión.
Numerosos gobiernos árabes reaccionaron con furia contra la masacre, inyectando mayor inestabilidad a una región que por entonces estaba en mitad de la Guerra del Golfo. En palabras del historiador israelí Avi Shlaim, "los gobiernos árabes que habían participado en la liga liderada por los Estados Unidos contra Sadam Husein fueron atacados por complicidad con el doble rasero norteamericano, que corría en defensa de Kuwait mientras no hacía nada por poner fin a la ocupación israelí de Gaza y Cisjordania que duraba ya veintitrés años."
Human Rights Watch condenó la respuesta israelí a la revuelta en su Informe Mundial anual de 1990.

## Reacción israelí
El 26 de octubre de 1990, Israel publicó un informe sobre la violencia y concluyó que la policía israelí actuó con prudencia cuando se vio atacada, aludiendo al miedo por la seguridad de los policías en el Monte del Templo. El informe también contenía algunas críticas contra la policía por no haber sabido evaluar correctamente la situación y por no haber preparado una fuerza más grande para afrontar cualquier eventualidad.
Human Rights Watch condenó el informe israelí sobre el incidente por "mencionar tan solo de paso el uso descontrolado de munición real por parte de la policía, prestando escasa atención a lo que debería haber sido un asunto central: el uso excesivo de la fuerza, incluido el ametrallamiento de una multitud con ráfagas de disparos de armas automáticas."